# Sali Berisha
Sali Ram Berisha (IPA: [saˈli bɛˈɾiʃa]) (Tropojë, 15 ottobre 1944) è un politico e cardiologo albanese, primo ministro dell'Albania dal 2005 al 2013 e in precedenza presidente della Repubblica dal 1992 al 1997.
Ex segretario del comitato del Partito del Lavoro presso la facoltà di medicina dell'Università di Tirana, ha abbandonato la sua carriera come cardiologo e professore universitario per diventare il leader del Partito Democratico negli anni 1990. Dal 1992, dopo la caduta del comunismo, è stato presidente dell'Albania fino a quando il suo governo non è crollato nel 1997, in seguito al crollo economico del paese dovuto ad un articolato schema Ponzi che mandò in bancarotta il paese e di cui Berisha e il suo governo vennero ritenuti responsabili dai cittadini albanesi. Dal 1997 al 2005, l'Albania è stata governata dal Partito Socialista (PS) per due mandati consecutivi, lasciando Berisha ed il suo Partito Democratico all'opposizione.
Nel 2005 il Partito Democratico vinse le elezioni generali e Berisha divenne primo ministro, formando un nuovo governo di coalizione. Nel 2009 è stato rieletto Primo ministro, dopo che il Partito Democratico, ottenuta una vittoria ristretta nelle elezioni generali, è stato costretto a coalizzarsi con il Movimento Socialista per l'Integrazione (LSI), non avendo conquistato un numero di seggi sufficiente per governare da solo: per la prima volta dall'inizio della democrazia multipartitica in Albania nel 1991, il parlamento albanese viene quindi governato da una larga coalizione formata tra due partiti contrapposti. Nelle elezioni del 2013 il secondo governo Berisha consumato dai numerosi scandali ed accuse di corruzione fu sconfitto da una coalizione vincente guidata dal Partito Socialista di Edi Rama e dalla LSI di Ilir Meta.
Dopo la sconfitta elettorale nel giugno 2013, Sali Berisha si è dimesso da leader del Partito Democratico, almeno formalmente ma ha continuato a essere un membro del Parlamento dal 2013 al 2019. Nel maggio 2021 l'ex presidente ed ex premier dell'Albania viene dichiarato dal Dipartimento di Stato degli Stati Uniti d'America persona non grata accusandolo di grave corruzione e pericolo per la democrazia del suo Paese. Il 22 maggio 2022 è stato rieletto presidente del PD dopo aver spodestato il suo predecessore e delfino Lulzim Basha. Il 22 luglio il Regno Unito lo ha dichiarato nuovamente persona non grata dal segretario degli affari interni, accusandolo di corruzione e di aver collaborato con la criminalità organizzata minando la democrazia del suo Paese.
Il 30 dicembre 2023 viene posto agli arresti domiciliari ed è uscito il 27 novembre 2024.

## Biografia

### Gli studi
Di famiglia musulmana, nel 1967 si è laureato in medicina a Tirana e ha conseguito un master a Parigi. Nel 1986 è eletto membro del Comitato Europeo sulle Ricerche Mediche. Durante gli anni ottanta è stato professore alla facoltà di medicina di Tirana, ha pubblicato vari libri universitari e articoli scientifici sulla cardiologia anche all'estero.

### Carriera politica

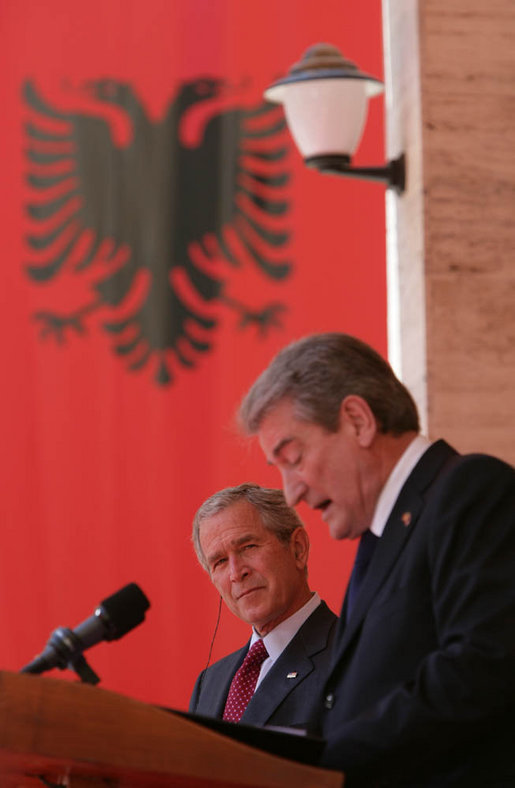
Berisha assieme al presidente George W. Bush durante la sua visita in Albania nel 2007

A partire dal 1969, Berisha è membro del Partito del Lavoro d'Albania al potere, guidato da Enver Hoxha fino al 1985. Rimase nel partito fino al 1990, quando si schierò contro il presidente Ramiz Alia.
Nel 1991 diventa capo del Partito Democratico d'Albania, con cui vince le elezioni nel 1992, 1996, 2005 e nel 2009. È stato presidente dell'Albania dal 9 aprile 1992 al 24 luglio 1997, quando diede le dimissioni dal proprio secondo mandato ricevuto dal parlamento, nel momento in cui nel Paese era stato proclamato lo stato d'emergenza. In questi primi due mandati (1992 e 1996), l'Albania de facto era una repubblica iper-presidenziale, per cui - se non in modo diretto, almeno in modo indiretto - era frequente far ricadere sul presidente la responsabilità delle piramidi finanziarie, nonché delle proteste verificatesi nel 1997. Nel 1996 il collasso delle piramidi finanziarie collegate favorite dal suo governo portò a sollevazioni popolari di massa, che fecero precipitare il paese nel caos durante i primi mesi del 1997, causando circa 2.000 morti.

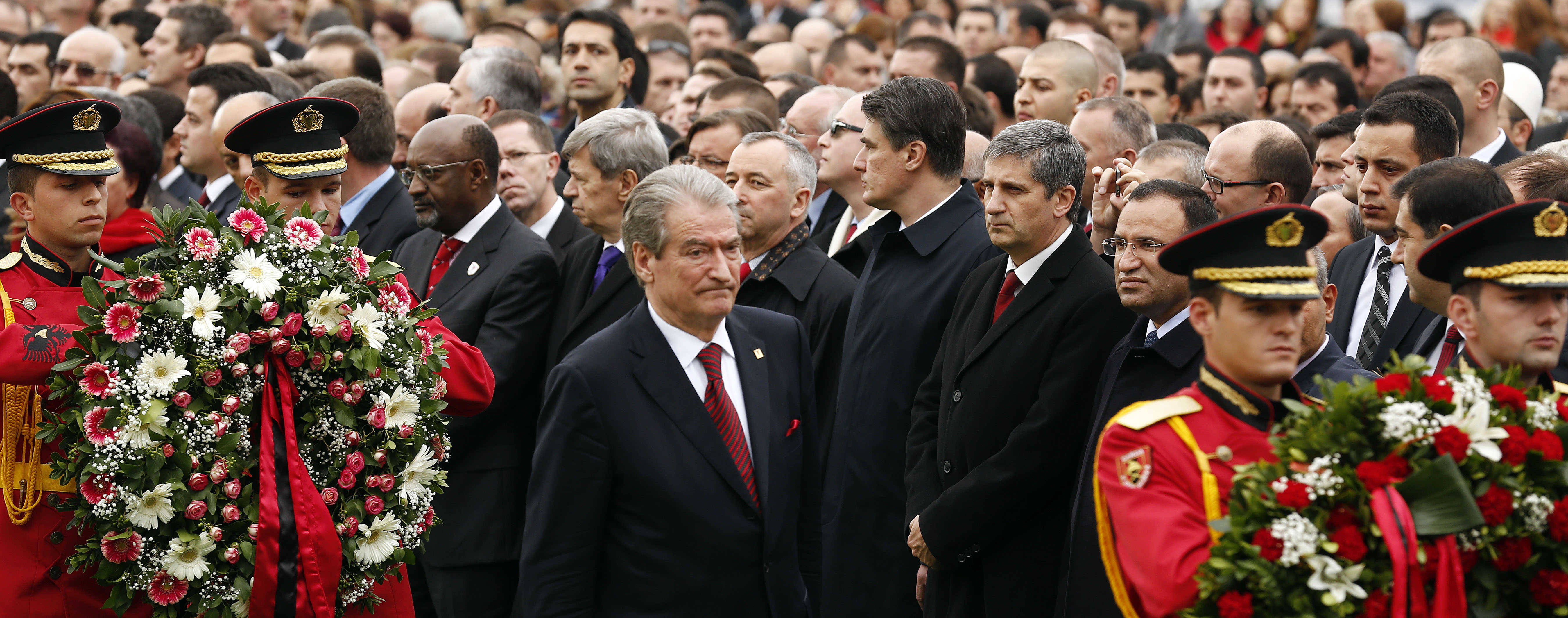
Sali Berisha celebra il 100º anniversario dell'Indipendenza albanese nel novembre 2012

A seguito delle elezioni dell'estate 2005 la coalizione del suo partito (Unione per la Vittoria) ebbe la maggioranza del parlamento, grazie anche alle divisioni tra i partiti di sinistra, e diventò così primo ministro.
Ha vinto le elezioni del 2009 continuando così ad essere primo ministro per il secondo mandato consecutivo. Per la prima volta, nessuna coalizione uscì vincitrice dalle elezioni, ma l'Alleanza del Cambiamento (70 deputati su 140) entrò in coalizione con il Movimento Socialista per l'Integrazione (4 deputati su 140), i socialdemocratici nati dalla scissione del Partito Socialista nel 2005, lasciando all'opposizione il Partito Socialista (66 deputati su 140) di Edi Rama, con un vantaggio di 8 deputati all'Assemblea Nazionale.
Nel dicembre del 2009 è stato rieletto, essendo unico candidato, presidente del Partito Democratico.. Pochi giorni dopo la sconfitta nelle elezioni parlamentari del 23 giugno 2013 si è dimesso dalla dirigenza del partito lasciando ai membri la decisione del nuovo leader.

### Vita privata
Sali Berisha è sposato con Liri Berisha, che è una pediatra e ha due figli: una figlia, Argita e un figlio, Shkëlzen. Berisha parla italiano, inglese e il francese.

## Posizioni politiche

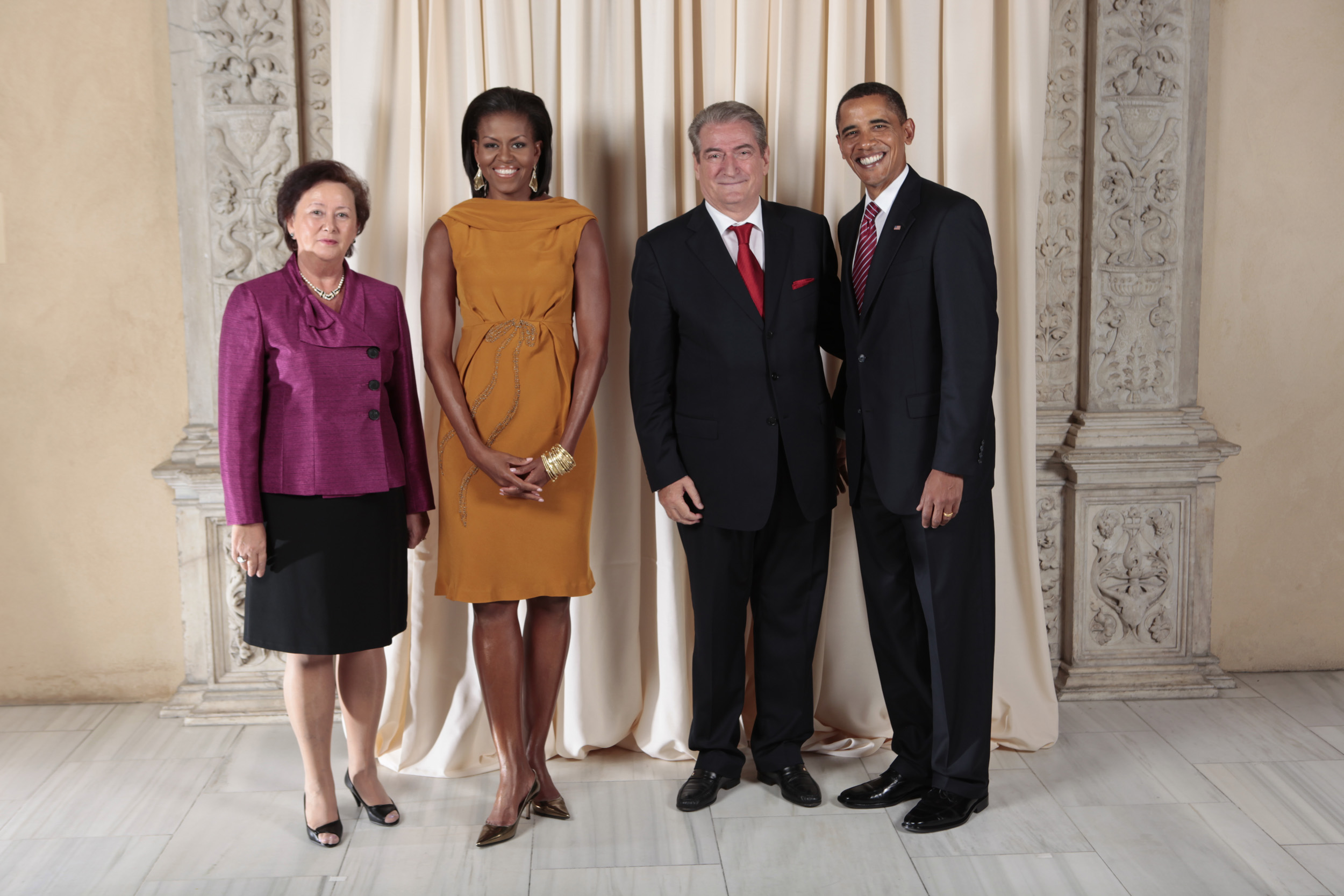
Liri Berisha, Michelle Obama, Sali Berisha e Barack Obama a New York nel 2009

Il Partito Democratico e anche lui stesso pubblicizzano ancora e ancora il loro "governo eccellente", che l'Albania avrebbe dovuto promuovere economicamente in maniera forte. Il 20 settembre 2011, Berisha era presente alla chiusura del NASDAQ, dove ha dovuto sopportare molte critiche a casa, specialmente tra i socialisti dell'opposizione, per la sua dichiarazione sull'Albania come luogo di business: "L'Albania è aperta agli affari. La nostra strada non è un viale di fiori, ma è un percorso di speranza, un percorso di sogni che si avvereranno".
I socialisti guidati dal loro leader Edi Rama, che era in opposizione tra il 2005 e il 2013, erano e sono ancora feroci oppositori della politica del governo di Sali Berisha e dei suoi democratici. Sono accusati la corruzione reciproca, il nepotismo e simili.
Durante molte campagne di partito e quando è in pubblico, Berisha usa spesso il segno della vittoria.

## Sanzioni
Il 19 maggio 2021 gli Stati Uniti hanno imposto il divieto di ingresso nel loro territorio a Sali Berisha, sua moglie e i suoi due figli, perché "coinvolto in atti di corruzione che hanno minato la democrazia in Albania". Gli USA accusano Berisha di essere coinvolto "in abusi dei fondi pubblici e interventi nei processi pubblici, sfruttando il proprio potere per trarre profitti personali ed arricchire i suoi alleati politici e i membri della propria famiglia, a danno della fiducia del pubblico nei confronti delle istituzioni albanesi".
La Gran Bretagna ha vietato l'ingresso nel suo territorio a Berisha. La decisione, resa pubblica il 22 luglio 2022 da Berisha stesso, è stata presa dal ministero dell'interno di Londra a seguito di quelli che definisce i "legami con la criminalità organizzata che rappresentano una chiara minaccia per la sicurezza pubblica in Albania e in Gran Bretagna, e la disponibilità di fare uso di tali legami per l'avanzamento delle ambizioni politiche" ed anche per "corruzione e per l'arricchimento delle persone a lui vicine".

## Controversie
Durante gli ultimi anni di opposizione l'ex primo ministro e presidente dell'Albania ha incitato la folla a prendere le armi e ribaltare "la dittatura criminale di Edi Rama". Ecco le frasi dette da Berisha durante l'incontro in parlamento per l'approvazione della manovra economica del Paese:
(21 dicembre 2018)